# Dům U Minoritů (Kadaň)
Dům U Minoritů (čp. 69) je dům v nynější ulici Boženy Němcové (dříve Klášterní) na Starém Městě v Kadani. Byl vystavěn roku 1740 a náležel k areálu původně středověkého minoritského kláštera zrušeného císařem Josefem II. po zničujícím požáru v roce 1786.

## Dějiny domu
Název domu přímo odkazuje na existenci minoritského kláštera sv. Michaela, který se nacházel v těsném sousedství a samotný dům byl součástí jeho areálu. Tento klášter byl podle barokní tradice založen již roku 1234. Během své existence klášter celkem pětkrát vyhořel, a proto se mu někdy přezdívalo také „Černý klášter“. Dům U Minoritů byl vystavěn roku 1740 jako majetek kláštera a přiléhal přímo ke klášternímu kostelu s kaplí Matky Boží, jehož gotické základy objevili archeologové v roce 2019. Spolu s celým areálem kláštera dům vyhořel v roce 1750 a poté ještě v roce 1786. V témže roce nechal císař Josef II. kadaňský minoritský klášter sv. Michaela zrušit. Shořelý dům U Minoritů koupil roku 1787 kadaňský kupec Josef Anton Spindler. Přilehlý klášterní kostel těžce poškozený požárem byl později zbořen a budova kláštera byla v letech 1803 až 1823 využívána jako piaristická kolej kadaňského gymnázia. Prvním rektorem kadaňské piaristické koleje a zároveň gymnaziálním ředitelem byl P. Hieronymus Ultsch, posledním pak P. Philibert Fritsch. Klášter později sloužil jako okresní hejtmanství, okresní soud a věznice a nyní slouží jako pobočka Státního okresního archivu. 
Na přelomu 19. a 20. století sídlil v domě U Minoritů významný kadaňský advokát JUDr. Franz Oehm. V podnájmu u něj byla ubytována též rodina mladého židovského advokáta Otty Zeisela, jemuž se v domě roku 1905 narodil syn Hans Zeisel, pozdější profesor sociologie na univerzitě v americkém Chicagu. Na počest tohoto slavného kadaňského rodáka byla roku 2012 na domě odhalena pamětní deska. 

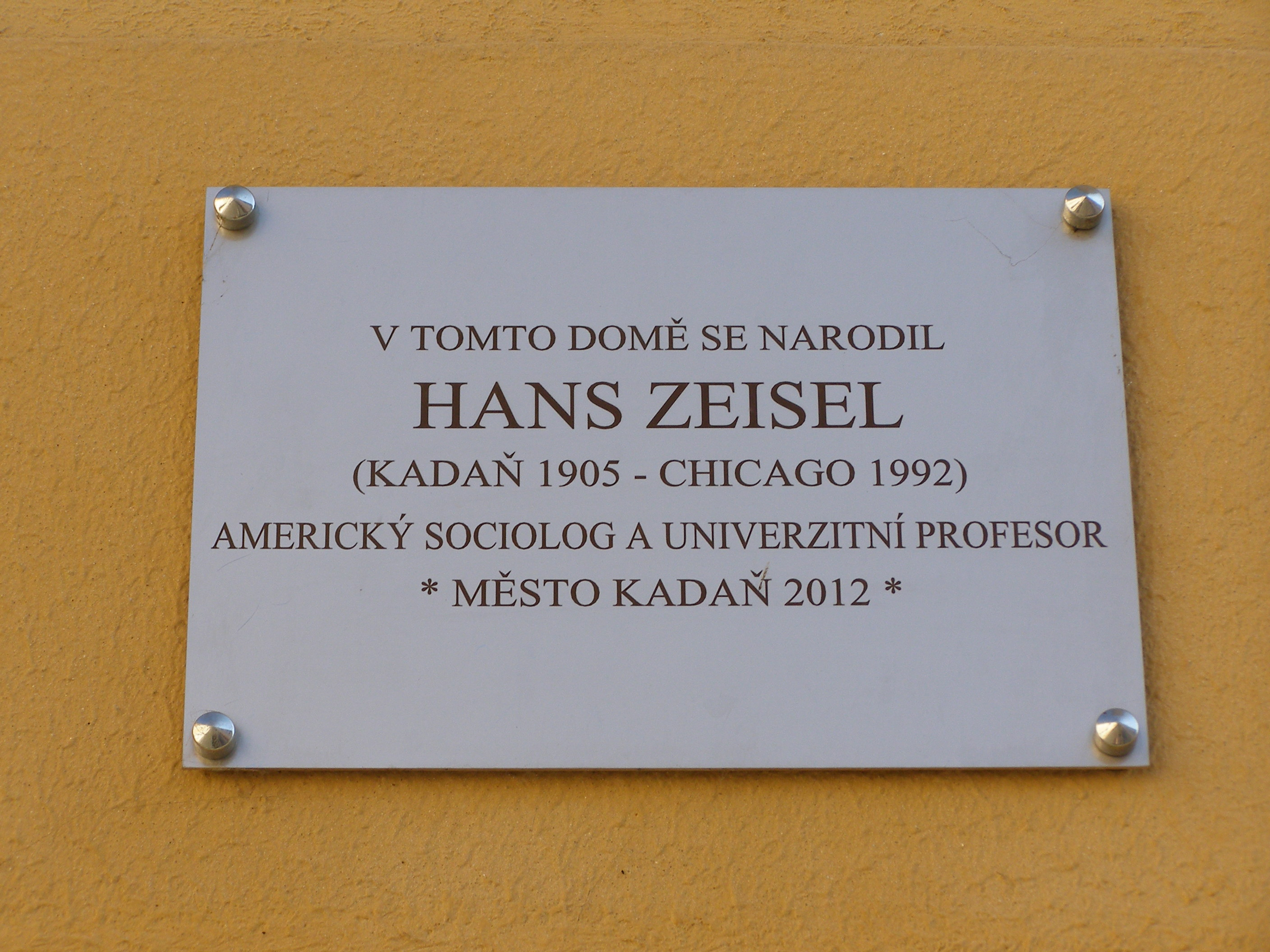
Pamětní deska – Hans Zeisel; Kadaň

## Domovní znamení

Domovní znamení

Domovní znamení domu U Minoritů tvoří zjednodušený znak Řádu menších bratří, nazývaných též minorité či františkáni, který byl založen roku 1209 sv. Františkem s Assisi. Rokokový štít je nesen dvěma andělíčky nebo putty (postavami nahých chlapců typických pro barokní umění, kteří jsou podobní andělíčkům, avšak nemají křídla). Co jsou bytosti držící štít není jisté, neboť nelze s jistotou určit, zda byly původně okřídlené a nepřišly o křídla při některé z rekonstrukcí, anebo byly bez křídel již od počátku. Centrálním motivem domovního znamení je pak kříž a před ním dvě zkřížené paže, první z nich je obnažená a symbolizuje paži Ježíše Krista, druhá je zahalena v rukávu řádového hábitu a patří zakladateli františkánského řádu sv. Františkovi z Assisi. Na dlaních obou těchto rukou jsou pak vyznačeny rány odkazující na ukřižování Krista na kříži a stigmata sv. Františka. Tento řádový znak vznikl na základě textů františkánského teologa sv. Bonaventury z Bagnoregia a symbolizuje Františkovo radikální následování Krista. 
Královské město Kadaň bývalo dříve významným centrem františkánské spirituality, poněvadž se zde nacházely hned tři kláštery hlásící se k této tradici: minoritský klášter, františkánský klášter a alžbětinský klášter. Proto někteří kadaňští měšťané umisťovali na své domy různé františkánské symboly jako výraz rodové zbožnosti a pokory.

## Pověsti
Podle pověsti se v ulici poblíž domu U Minoritů okolo půlnoci zjevuje postava františkána v řádovém hábitu se staženou kapucí, která běduje nad zkázou kláštera. Krátce se zastaví u někdejší klášterní fortny, pokřižuje se a před domem U Minoritů se rozplyne. Tento přízrak může být podle pověsti posledním kvardiánem minoritského kláštera, kterým byl Dismas Hollinger.
Další z pověstí praví, že koncem 19. století bydlel v domě U Minoritů jakýsi náruživý hudebník, který vždy dlouho do noci hrával na svou oblíbenou flétnu. Sousedé mu proto posměšně přezdívali „Mozart“ a podle této pověsti byla někdejší Klášterní ulice právě tehdy na základě této přezdívky pojmenována Mozartova. Faktem je, že koncem 19. století byla ulice skutečně přejmenována na ulici Mozartovu a tento název jí vydržel více než půl století.